# Pilão

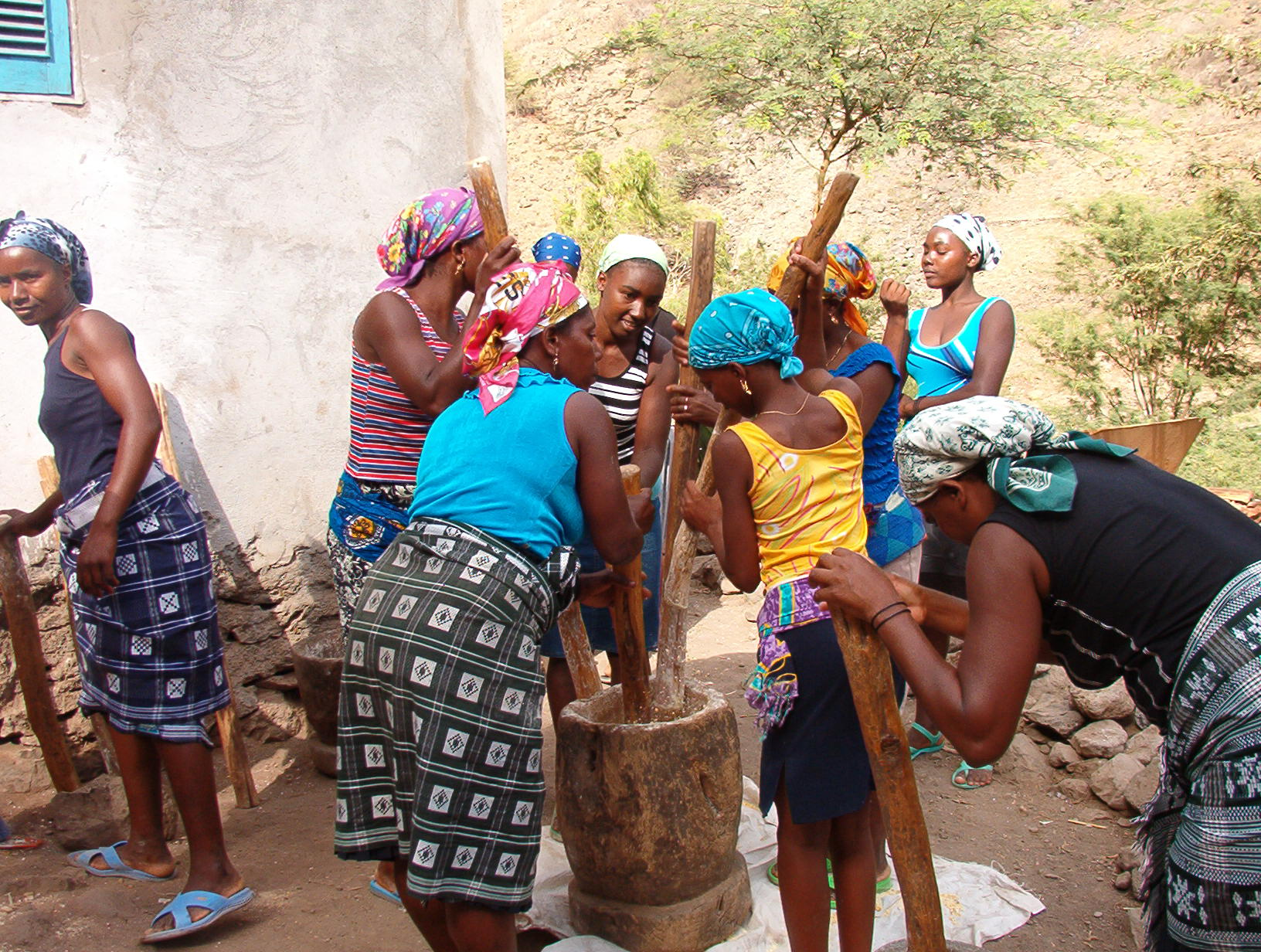
Mulheres caboverdianas utilizando pilão

Um pilão é um utensílio culinário essencial na cozinha africana, com as mesmas funções de um almofariz, ou seja, para moer alimentos, mas de tamanho muito maior. Não deve ser confundida com a peça de ponta arredondada de almofarizes mais pequenos.
É normalmente feito de um tronco escavado, geralmente de uma madeira dura, com dimensões que variam entre 30 a 70 cm de altura. Dentro  da cavidade, coloca-se o material a moer, que é então batido com um bastão liso de 60 cm a 1,2 m (de acordo com o tamanho do pilão), o qual pode ser de uma madeira mais rija e que tem uma das extremidades arredondada - a mão do pilão.
Os grandes pilões, geralmente para cereais (principalmente milho ou sorgo), podem ser utilizados por várias pessoas ao mesmo tempo, cada uma com um bastão (pau do pilão), que vão batendo os grãos alternadamente, ao som de uma melopeia que dá o ritmo das batidas. Para além de moer o grão, o pilão é também usado para descascar o arroz. Em Cabo Verde, essa técnica é até hoje utilizada para moer sobretudo o milho. O ato de pilar recebe o nome, em crioulo, de cotchi.
Os pequenos pilões são empregados para triturar alimentos utilizados em menores quantidades, tais como  amendoim e castanha de caju, ingredientes do famoso caril de amendoim).
O pau do pilão é ainda usado para moer mais finamente massas, por exemplo, de milho já moído e misturado com água, em recipientes de barro largos, com um movimento circular.
No sul de Moçambique, o pilão é um dos objetos normalmente oferecido aos noivos, no dia seguinte ao casamento, numa cerimónia chamada xiguiane.

## Nas religiões

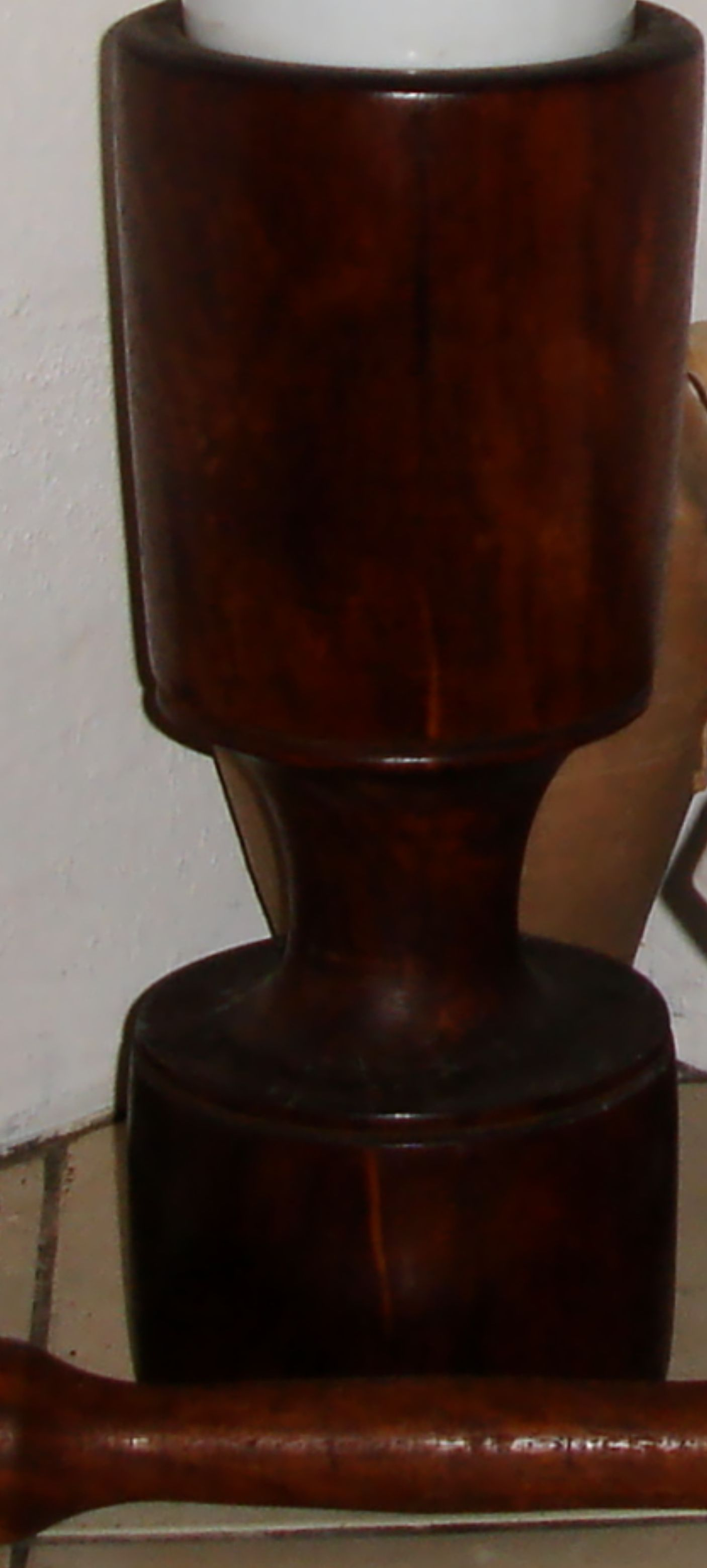
Pilão

O pilão é utilizado nas religiões tradicionais africanas, religiões afro-brasileiras e afro-americanas, no assentamento e como insígnia de alguns orixás como Xangô, Airá e Oxaguiã.
Pilão de Oxalá (ou Festa dos Inhames Novos na África), no Brasil é o nome da festa de Oxalá onde o pilão é usado para pilar o inhame para fazer a comida de Oxalá.
Usado para pilar grãos, sementes e folhas para o preparo do atim (pó de axé).